# Láska

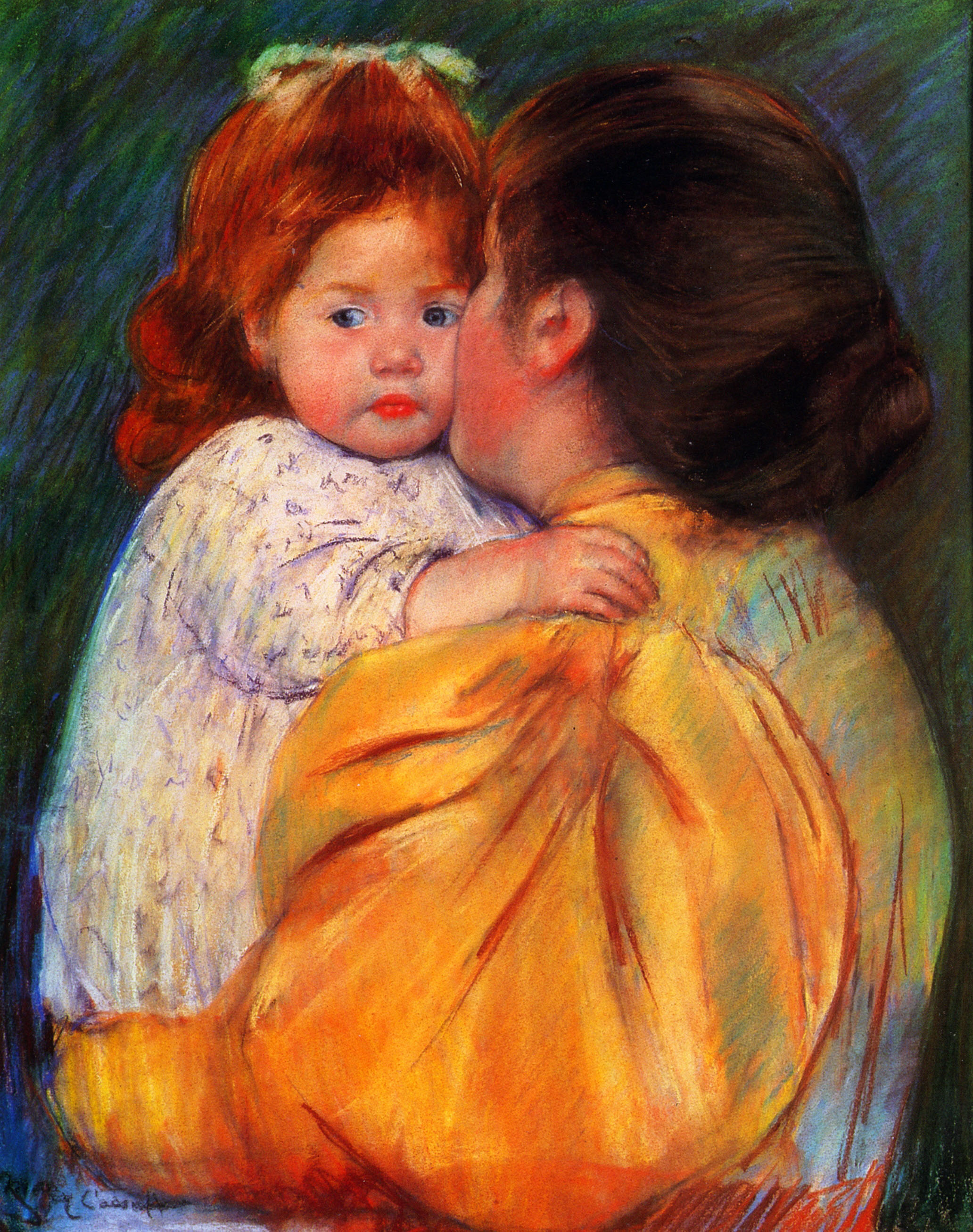
Mary Cassattová: Matka a dítě (1896)

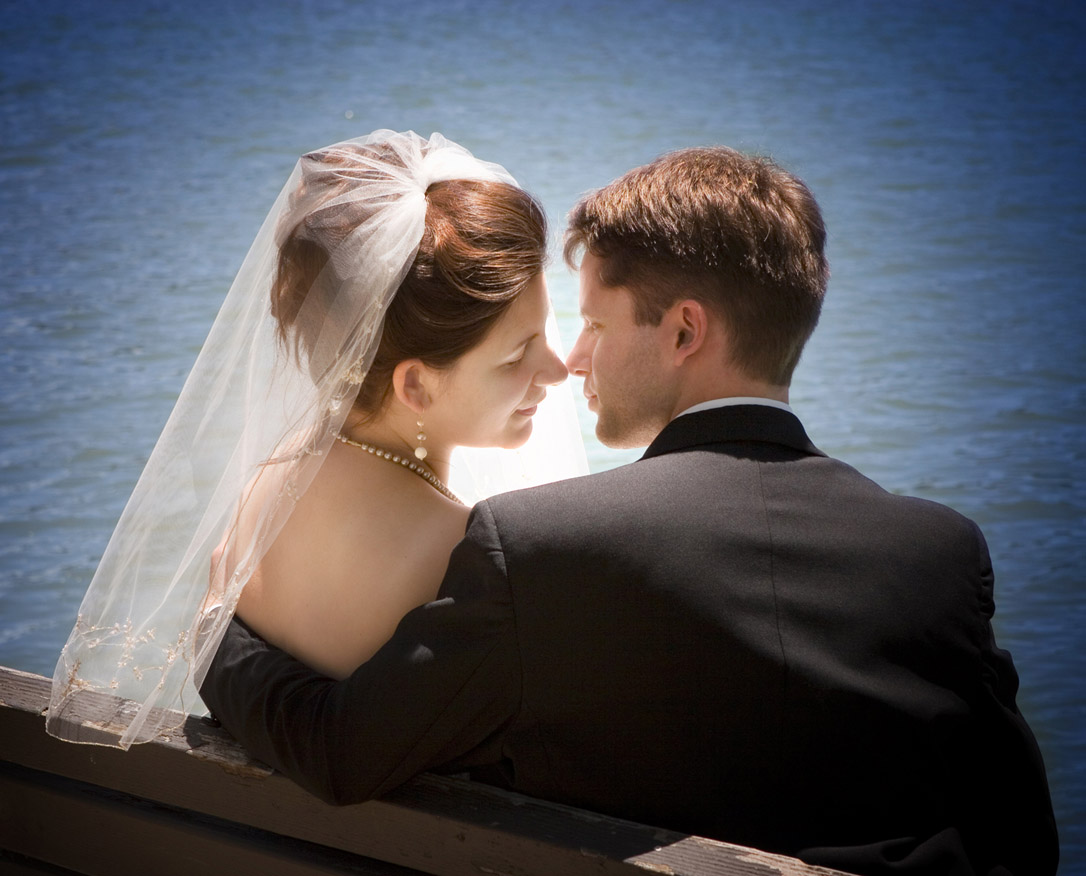
Novomanželé

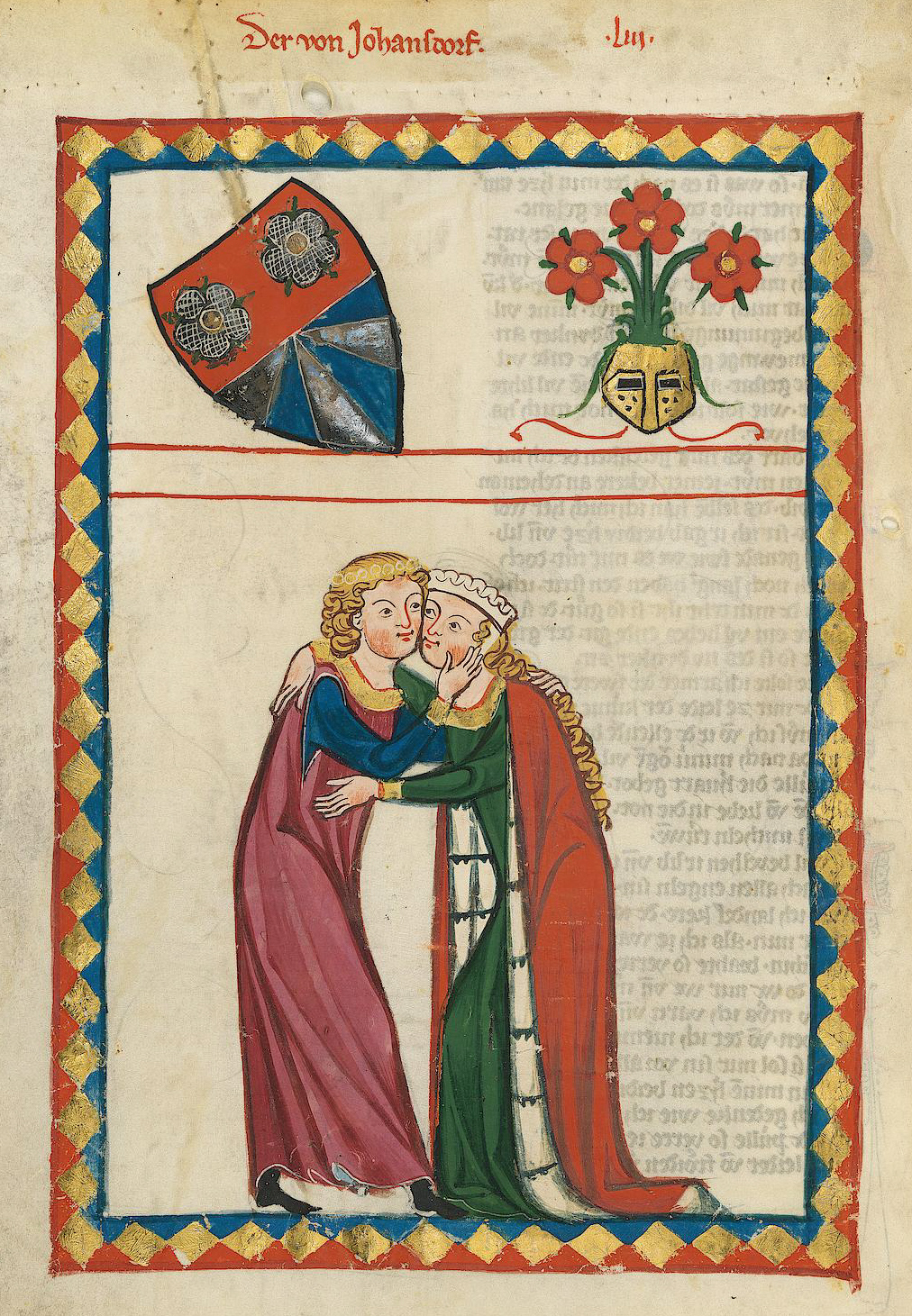
Codex Manesse (kolem 1310), Milenci

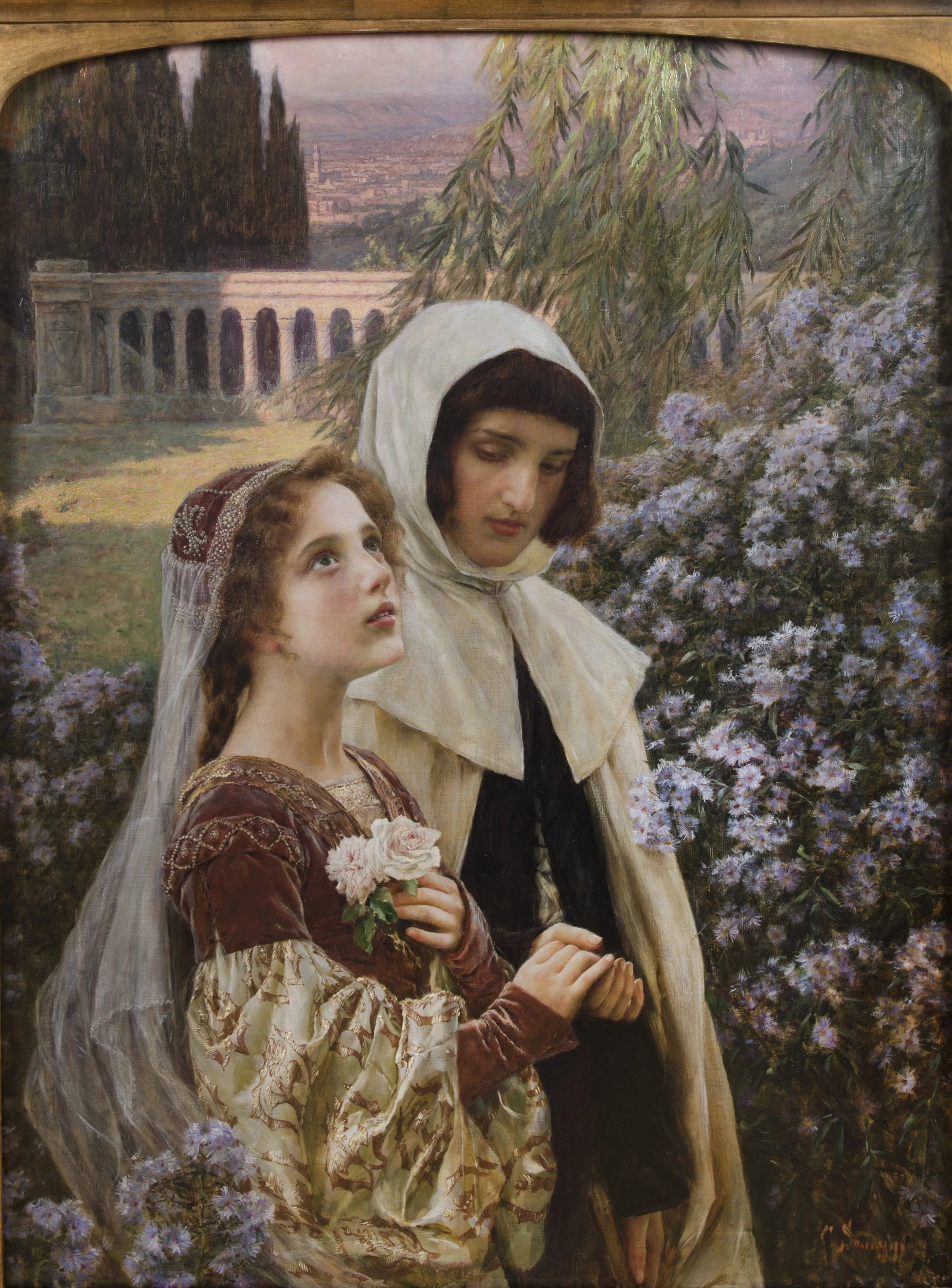
Dante a Beatrice jsou symbolem neopětované lásky nebo platonické lásky. Dante a Beatrice v zahradě, 1903, italský Cesare Saccaggi.

Láska označuje silný pozitivní vztah náklonnosti, oddanosti nebo touhy, který se může lišit jak svojí povahou, tak také předmětem. Někdy převažuje volní, jindy citová nebo sexuální stránka vztahu. Jeho předmětem může být druhý člověk, určité společenství nebo božstvo, ale také určitá věc, místo a vlast, nějaké hnutí či idea a konečně i život, bohatství nebo moc. Může se z milovaného předmětu těšit, pomáhat mu a pečovat o něj, anebo ho chtít mít pro sebe a ovládat. Někdy se láskou rozumí jen zamilovanost, počáteční touha a emoční i sexuální přitažlivost. V širším smyslu se někdy hovoří i o lásce k sobě, což nemusí být egoismus.
Právě proto, že se jedná o silný vztah ke druhému, může být z druhé strany také odmítnuta či zklamána: pak se hovoří o „nešťastné lásce“. Mnohé případy nešťastné lásky jsou zaviněny nezralostí jedince a jeho osobnosti. Osobnost není vyvinuta a projektuje do partnera vlastnosti svých rodičů.
V metaforickém smyslu se ovšem slovo láska někdy používá i pro jednostranný vztah pouhé chtivosti, mocenské („láska k moci“), hospodářské („láska k penězům“) nebo sexuální. Spojení „prodejná láska“ znamená ve skutečnosti směnu sexuální chtivosti a hospodářské potřeby a slovo je zde použito ironicky a mimo svůj vlastní význam.
Z psychologického pohledu je láska primární lidskou potřebou, proto je také jedním z nejrozšířenějších námětů v umění – v knihách, filmech, divadelních hrách i v písních různých žánrů. Zvláštní místo zaujímá láska v některých náboženstvích a podle křesťanství je sám Bůh láskou.[zdroj?]

## Rozdělení významů
Objektivní rozdělení a popsání všech významů lásky prakticky není možné, protože vnímání lásky je velmi závislé na osobních vlastnostech a zkušenostech každého člověka. Velké rozdíly jsou také mezi kulturami a v čase (např. ve starověkém Řecku byla láska definována zcela odlišně). I přes velkou subjektivitu výkladů je ale možné rozlišit tyto obecné kategorie:

### Interpersonální (mezilidská) láska

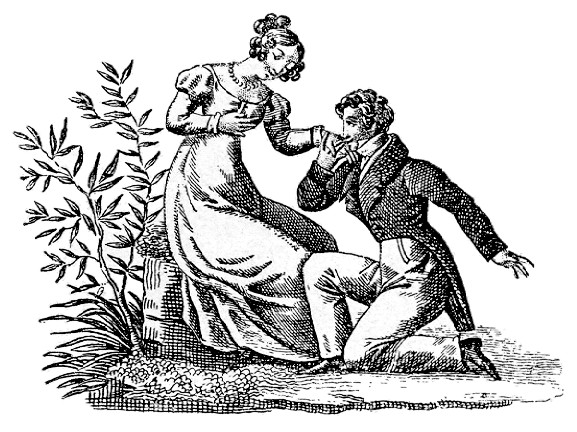
Vyznání lásky

Nejčastěji se slovem láska popisuje interpersonální láska, neboli láska mezi lidmi. Zde se tímto pojmem vyjadřuje silné citové zaujetí k jiné osobě (nebo osobám), spojené se šťastnými pocity v přítomnosti milované osoby. Může se jednat jak o oboustranný vztah, tak i o jednostranný neopětovaný cit.
I zde lze rozlišit více druhů mezilidské lásky, téma je však velmi široké a vnímání lásky přirozeně subjektivní, takže existuje mnoho různých kategorizací, kategorie nejsou ostře ohraničené a často se překrývají. Jako pomůcka pro rozlišení se někdy užívají čtyři výrazy staré řečtiny pro lásku:
- Storgé – blízká, příbuzenská láska
- Filia - přátelství
- Erós – vášnivá láska
- Agapé – oddaná láska.

(Podrobněji viz níže.)
Často se rozlišují a uvádějí například tyto významy:
- „klasická“ láska: Silný citový vztah mezi dvěma osobami, založený na vzájemné znalosti a důvěře. Jedná se prakticky o velmi pevné, trvalé a spíše výlučné přátelství, většinou provázené sexuálním stykem. „Milenecká láska se v ideálním případě transformuje v lásku manželskou. Ta se opírá o tři S: stesk, soucit, starost. Stesk po partnerovi v odloučení, soucit s jeho bolestí a starost, aby se mu něco nestalo. Pokud to cítíte, máte toho druhého člověka rád. Říkal bych tomu spíš manželské citové spříznění než manželská láska.“ --Miroslav Plzák
- zamilovanost: emoční stav vyznačující se touhou a závislostí na předmětu touhy, kdy člověka v nepřítomnosti druhého resp. objektu tíží stesk, někdy i žárlivost. Zamilovaný člověk přehlíží chyby a nedostatky druhého, byť by byly sebevíc zjevné. (V některých pojetích je láska ztotožňována se zamilovaností, v jiných je zamilovanost považována za dočasnou fázi lásky a v dalších je zamilovanost od lásky zcela odlišována.)
- platonická láska: vztah velmi podobný klasické lásce (zamilovanosti), ale bez sexuality (partneři spolu nemají pohlavní styk). Termínem platonická láska se v běžné řeči velmi často označuje láska neopětovaná (obzvláště v pubertálním věku), toto označení je však mylné.[4]
- mateřská (příbuzenská) láska: nezištná láska typicky v rodině, bez sexuálního podtextu, charakterizovaná péčí o druhého, pomocí a plněním jeho potřeb.
- láska k idolu: velmi častá v pubertálním věku. Jedná se prakticky o zbožňování určité osoby, například příbuzného, učitele, známého umělce, politického vůdce atd.

Láska zpravidla souvisí se sexuální orientací jedince a erotické lásky je jedinec schopen právě k osobě toho pohlaví a toho věku, na který je sexuálně orientován.

### Sebeláska

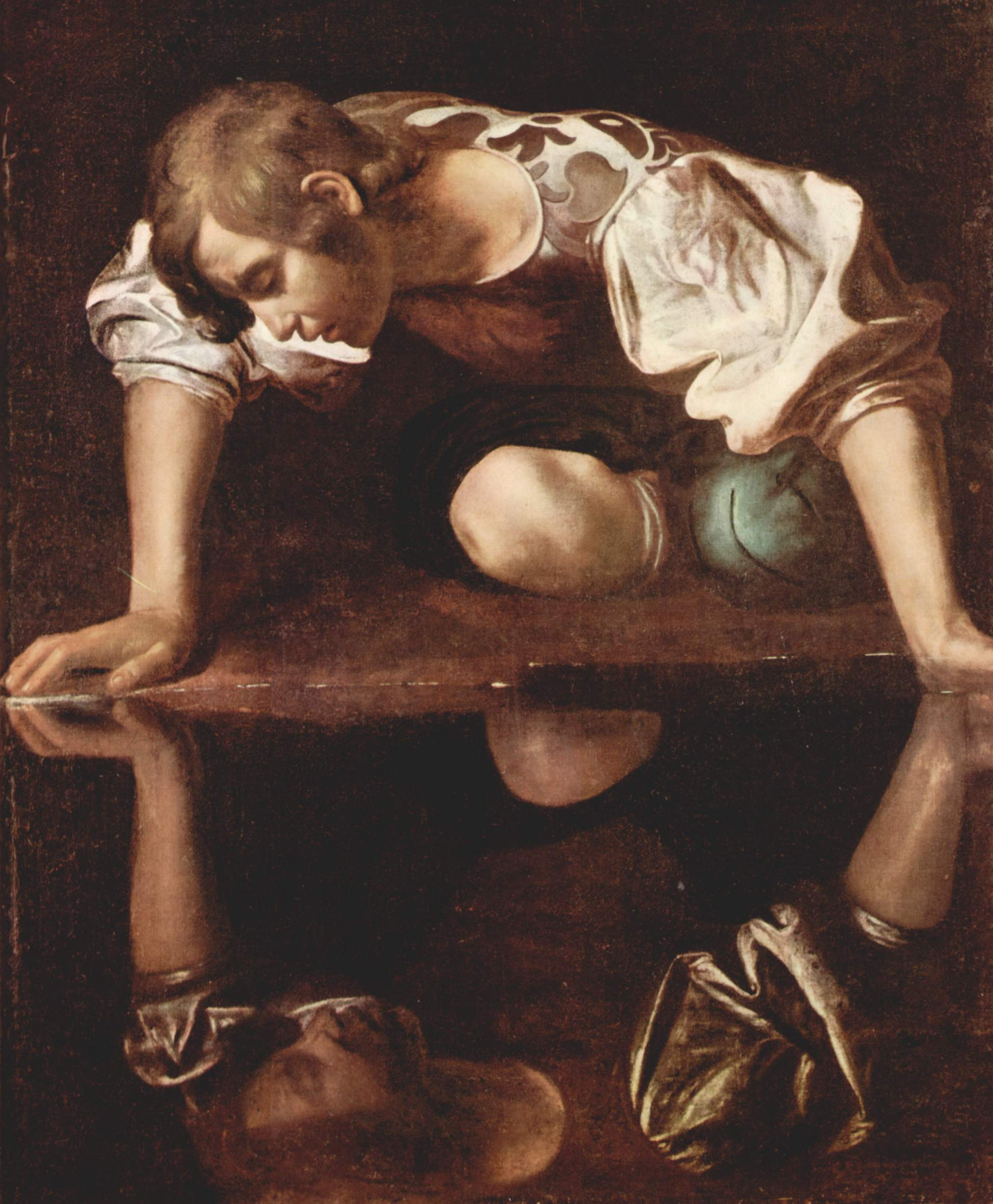
Michelangelo Caravaggio: Narcissus

Zdravé sebevědomí se dá označit za lásku k sobě samému. V tomto případě se jedná o ochotu člověka dbát o své tělo, zlepšovat se jak po fyzické, tak duševní stránce a tolerovat některé své nedostatky. Přehnaná láska k sobě samému spojená s přehlížením okolního světa se nazývá narcismus, podle řecké báje o krásném mladíkovi Narcisovi, který se zamiloval do vlastního odrazu na hladině studánky.

### Impersonální (neosobní) láska
Impersonální láska je láska ke zvířatům, předmětům, hodnotám nebo činnostem, většinou bez sexuálního faktoru. I tato kategorie je velmi subjektivní a obtížně definovatelná, lze tu ale rozlišit několik nejznámějších druhů impersonální lásky:
- Láska k vlasti (vlastenectví)

Vlastenectví (patriotismus) je láska k vlasti nebo k určitému zeměpisnému, společenskému, ekonomickému, politickému a kulturnímu prostředí, v němž národ existuje. Na rozdíl od úzce pojatého nacionalismu nevylučuje úctu k jiným národům.
- Láska k lidstvu

Láska k lidstvu jako celku (nebo obecně k celému světu) se dá také zařadit do kategorie impersonální lásky, protože zde nejde přímo o lásku k lidem jako jednotlivcům, ale spíše o lásku k ideji lidstva a jeho hodnotám. Podobným postojem (ovšem s přítomností sexuálního faktoru) se vyznačovalo hnutí Hippies, které působilo v USA v 60. letech minulého století.
Další velmi rozšířené druhy impersonální lásky jsou např. láska k jídlu, penězům, zvířatům, hudbě, ke své práci, k určitému předmětu ve škole atd.
Pokud se v impersonální lásce vyskytuje i sexuální faktor, pak se mluví o tzv. parafilii (sexuální deviaci).

### Další významy
- Pohlavní styk se často označuje slovním obratem "milovat se", který ovšem sám o sobě nemusí žádný citový vztah zahrnovat. Erotická přitažlivost a náklonnost je ovšem silným a možná i nejčastějším podnětem i součástí lásky mezi dvěma dospělými lidmi, jsou však také druhy lásky, které sexuální spojení vylučují, například rodičovská láska nebo láska učitele k dětem. Vědní disciplína zabývající se sexuální láskou a jejími projevy se nazývá erotologie.

- Láska jako ctnost

Lásku lze považovat i za lidskou ctnost. V tomto kontextu vidí lásku například křesťanská víra. Tento význam je zaměnitelný za lásku k lidstvu, v obou případech se jedná o lásku k lidem jako celku a ochotu pomáhat ostatním. Chování sledující prospěch ostatních lidí se nazývá altruismus.
- Náboženská láska (láska k Bohu)

V křesťanství je láska základní charakteristikou vztahu jednak mezi Bohem a člověkem a jednak mezi lidmi navzájem, a je tedy také hlavním požadavkem kladeným na každého křesťana. Papež Benedikt XVI. v roce 2006 sepsal encykliku Deus caritas est (Bůh je láska), ve které se zabýval tématem lásky v křesťanství.
Mnoho náboženství také rozlišuje sexuální lásku mezi lidmi a lásku jako základ veškerého bytí, popřípadě jako způsob, jakým dosáhnout osvícení.[zdroj?]
Některé biologické a z nich odvozené ideologické teorie pojímají lásku jako funkci, která má sloužit reprodukci, tedy schopnost získat vhodného partnera, udržet si jej, reprodukovat se a investovat se do rodičovské péče.

## Některé definice a typologie lásky

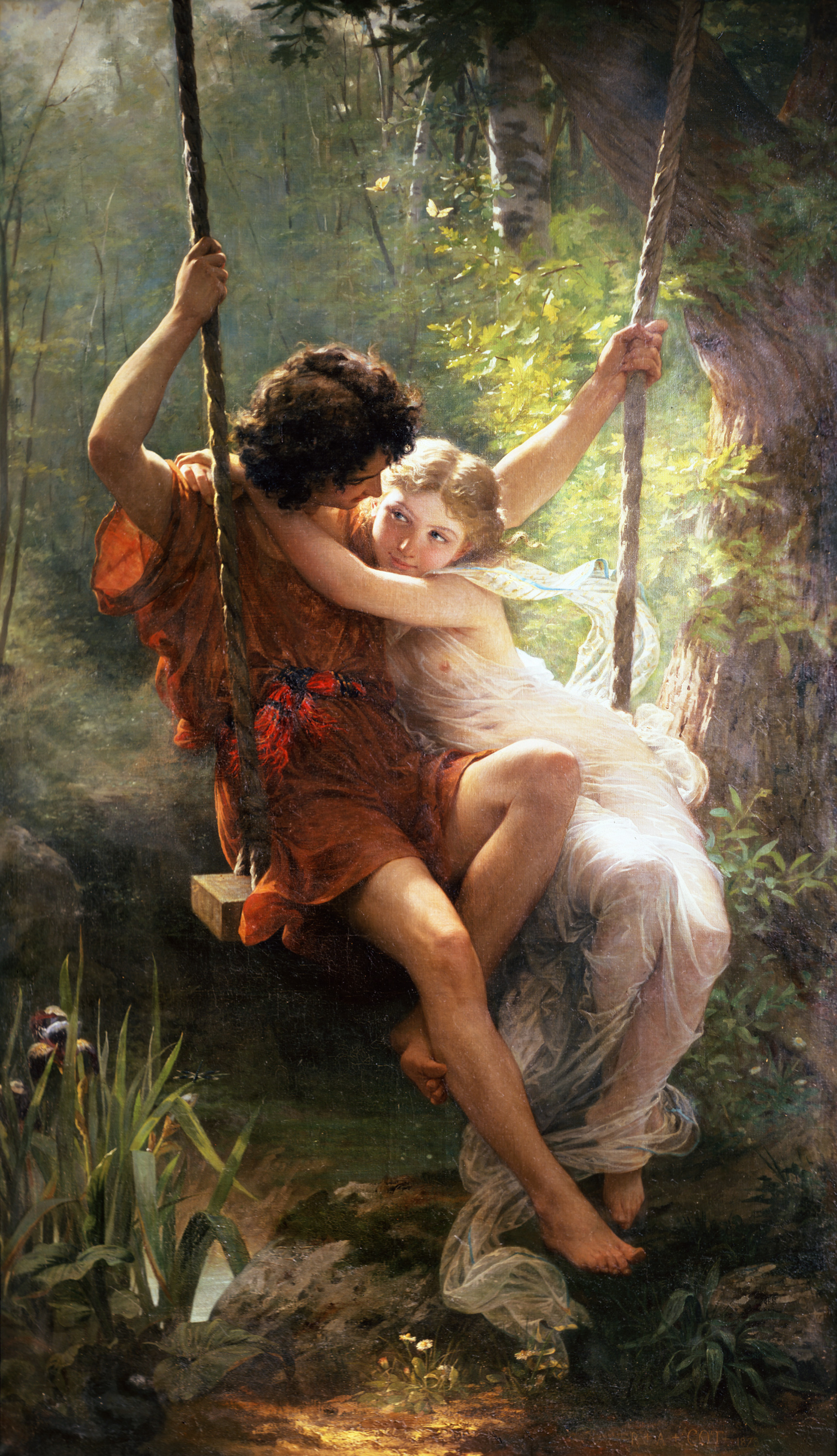
Pierre Auguste Cot: Le printemps (Jaro)

- „Kladný, silný emocionální vztah k osobě, ideji nebo věci, v některých podobách přecházející až k obecnějšímu ztotožnění s altruistickými morálními hodnotami. Může být také součásti diagnostické bipolární škály láska – nenávist“ (Psychologický slovník, Jan Hartl a Helena Hartlová)[9]
- „Vztah mezi dvěma lidmi charakterizovaný silnou citovou vazbou, nezištností, stálostí, vytrvalostí, odpovědností a vzájemnou věrností. Stadium, které může navazovat na stav zamilovanosti a přitažlivosti. V přeneseném významu též vztah ke skupině lidí, idealizované osobnosti nebo ideji, který je tak silný, že jedinec klade sebe a své zájmy až na druhé místo. Ve třetím významu je láska totožná s romantickou zamilovaností.“ (Sociologický slovník, Jan Jandourek)[10]
- „... schopnost překročit sebe sama, svůj sobecký životní rozvrh, opustit pole jen svých zájmů, cíle a prospěchu, otevřít se druhému. Někoho považovat pro sebe za cennějšího, než jsem sám sobě.“ (Tomáš Halík)[11]
- Americký psycholog Robert J. Sternberg vytvořil typologii mezilidských vztahů založenou na třech základních rozměrech lásky: vzájemné blízkosti (intimacy), vášni (passion) a oddanosti (commitment). Na tomto základě rozlišoval 8 stavů:[12]
  - neláska (nonlove, nepřítomen žádný základní rozměr)
  - zalíbení (liking, přítomna intimita)
  - zamilovanost (infatuated love, přítomna vášeň)
  - prázdná láska (empty love, přítomna oddanost)
  - romantická láska (romantic love, přítomna intimita a vášeň)
  - přátelská láska (companionate love, přítomna intimita a oddanost)
  - osudová láska (fatuous love, přítomna vášeň a oddanost)
  - dokonalá láska (consumate love, přítomny všechny tři rozměry)

- Australský psycholog J. T. A. Condon lásku charakterizoval v rámci své teorie citové vazby (attachment, v češtině se překládá též jako přilnutí).  Lásku charakterizoval těmito snahami:[8][13]
  - o druhém něco vědět
  - být s ním ve vzájemné interakci
  - vyhnout se odloučení nebo ztrátě
  - ochraňovat
  - uspokojovat neboli sytit potřeby druhého člověka

- Kanadská psycholožka Beverley Fehrová rozlišila pomocí faktorové analýzy 9 typů lásky:[14][15]
  - zalíbení (affection): přátelská neintenzivní láska, vzájemná blízkost, s objímáním a polibky, bez sexuálního styku
  - sexuální láska (sexual love): zamilovanost, chtíč, závislost, spíše krátkodobá láska
  - platonická láska (platonic love): přátelská intenzivní láska, velká vzájemná důvěra a spřízněnost, bez sexuálního styku
  - přátelství (friendship): empatie, sdílení společných zájmů, upřímnost, podpora druhého
  - romantická láska (romantic love): idealistická, pohádková láska, zamilovanost, nervozita, trávení času společně
  - dětská láska (puppy love): krátkodobá zamilovanost, nerozumné chování, stydlivost
  - vášnivá láska (passionate love): intenzivní sexuální láska, většinou krátkodobá, velká intimita
  - pobláznění (infatuation): slepá zamilovanost, krátkodobá láska
  - oddanost (commited love): dlouhodobá oddaná láska, vzájemná důvěra a blízkost, většinou se sexuálním stykem
- Asi nejtriviálnější definicí lásky je : „Láska je oblouznění jehož doba je přímo úměrná uspokojení představ o dokonalém partnerovi.“ Daniel Bulla

## Lidové teorie o lásce

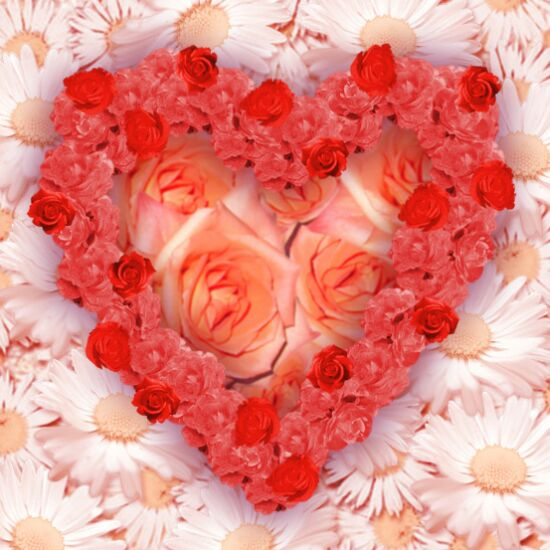
Srdce je v západní kultuře symbolem lásky

### „Protiklady se přitahují“
Mezi širokou veřejností je velmi rozšířeno rčení prohlašující, že se „protiklady přitahují“, tzn. že si lidé vybírají partnery, kteří se od nich odlišují. Tomuto tématu se věnovaly různé výzkumy lidských vztahů s rozdílnými závěry. Někteří odborníci věří, že si lidé hledají partnery s prakticky identickými vlastnostmi, jiní naopak prohlašují, že si lidé hledají partnery, kteří je budou svými vlastnostmi doplňovat.
Například v dotazníkovém průzkumu časopisu Evolutionary Psychology byla prokázána většinová shoda mezi uváděnými vlastnostmi ideálního partnera a vlastnostmi vyplňovatelů (od 0.51 do 0.62), tzn. lidé ve většině do dotazníku uváděli, že by jejich partneři měli mít podobné vlastnosti. Když byli ale respondenti poté dotázáni ústně, nejčastěji odpovídali, že by chtěli partnery s opačnými vlastnostmi (nejspíše pod vlivem tohoto všeobecně rozšířeného rčení).
Podle některých odborníků ale z krátkodobého hlediska reálný výběr partnerů většinou neodpovídá ani tomuto rčení, ani uváděným vlastnostem ideálního partnera. Podle Haralda Brauna, německého spisovatele zabývajícího se láskou, bývá pro lidi zoufale hledající lásku jediné kritérium zájem druhého partnera, zatímco u ostatních hraje velkou roli první dojem a schopnost partnera uspokojovat emocionální potřeby.
Většina autorů se ale shoduje v názoru, že pokud mezi partnery není alespoň částečná shoda v charakteru a zájmech, tyto vztahy se po určité době rozpadají. Nejvíce dlouhodobých vztahů podle nich tedy bývá mezi partnery s podobnými zájmy a povahovými rysy.
 Metaanalýza prokázala, že se protiklady nepřitahují.
Naproti tomu v některých oblastech, jako jsou například genové předpoklady, si lidé prokazatelně raději vybírají partnery s odlišnými vlastnostmi, aby poskytli případným potomkům co největší genovou rozmanitost (hlavně v oblasti imunitního systému). Tyto rozdíly lidé vnímají podvědomě, například pomocí feromonů vylučovaných partnerem.

### „Láska prochází žaludkem“
Výklad tohoto rčení není zcela jednoznačný. Může popisovat preferenci osob, které umí dobře uvařit, nebo spojovat příjemné pocity plného žaludku s příjemnými pocity lásky. Třetím možným výkladem je pak svírání (popř. mravenčení) žaludku na začátcích vztahů při spatření milované osoby. Také je možným původcem tohoto rčení spojitost romantických večeří s následujícím pohlavním stykem.
Nejčastějším výkladem je ale posílení pocitů lásky k partnerovi, který nám uvařil, po výborném jídle. To je způsobeno zvýšenou hladinou hormonů způsobujících dobrou náladu, hlavně serotoninu a dopaminu, které se uvolňují jak po vydatném jídle, tak i v prvních fázích romantických vztahů. Spojením těchto pocitů s osobou, která jídlo uvařila, se pak může docílit stavu, který se blíží čerstvé zamilovanosti.

### Preference některých ženských znaků
Dalším velmi diskutovaným tématem je teze, že muže více přitahují ženy s blonďatou barvou vlasů. Někteří odborníci potvrzují pravdivost tohoto názoru pro krátkodobé vztahy (obzvláště pro tzv. vztahy na jednu noc), v preferencích barvy vlasů pro vážné dlouhodobé vztahy se ale názory odborníků i výsledky různých výzkumů rozcházejí.
Podle amerického časopisu Psychology Today si muži raději vybírají blonďaté partnerky, protože z evolučního hlediska jsou blonďaté ženy zdravější než ostatní (a tudíž je větší šance přežití potomka). Je to způsobeno přirozeným leskem vlasů u zdravých lidí, který se při nemocích vytrácí. Dalším důvodem může být hnědnutí vlasů v průběhu stárnutí- blonďaté vlasy jsou tedy znakem mládí. Z tohoto předpokladu tedy mohou vycházet různé stereotypy, například že blonďaté ženy jsou hloupější nebo hravější než ženy tmavovlasé (podle stereotypu, že děti a mladiství bývají hraví a nerozumní).
Studie Psychology Today se věnuje i dalším fyziologickým znakům, které muži u žen preferují. Preference dlouhých vlasů je například dána pomalým růstem vlasů a jejich vypadáváním při vážných nemocích. Dlouhé vlasy jsou tedy známkou dlouhodobého zdraví. Až do nedávné doby byly také pro muže jednoznačně přitažlivější baculaté ženy (viz české přirovnání krev a mlíko), protože baculatost byla také známkou celkového zdraví a hojnosti potravy. Velkou záhadou byla až donedávna preference velkých a pevných ňader, protože jejich velikost nijak nesouvisí se schopností kojit nebo vychovávat potomky. Podle antropologa Franka Marlowa je ale tato preference způsobena snadnějším zjištěním stáří ženy - větší ňadra se v průběhu stárnutí znatelně prověšují, zatímco u malých ňader je tento rozdíl menší, a tudíž hůře rozpoznatelný.

## Láska z biochemického pohledu
Biologické modely nazírají na lásku jako na zvířecí pud, sloužící k reprodukci a vychovávání potomků.
Helen Fisherová, americká profesorka antropologie studující mezilidské vztahy, rozděluje lásku do tří fází, které se částečně překrývají:
1. Žádostivost [ang. lust] (nadrženost, chtíč) je základní sexuální potřeba, která nutí člověka vyhledávat partnery. Tato fáze se vyznačuje zvýšenou hladinou testosteronu u mužů a estrogenů u žen. Působí od několika málo sekund, a v navázaném vztahu málokdy trvá déle než několik týdnů nebo měsíců.
2. Přitažlivost [ang. attraction] (zamilovanost, touha) je intenzivnější emoce zaměřená na určitého člověka, která se vyvine z žádostivosti jako prostředek věrnosti ke konkrétnímu partnerovi. Tato fáze většinou trvá půl roku až tři roky. Nedávné neurologické studie prokázaly, že v průběhu zamilovanosti mozek pravidelně uvolňuje specifické skupiny hormonů, z nichž největší roli hrají:
  - feromony, chemické látky vylučované z těla, sloužící k vyvolávání určitých reakcí u příjemců.
  - dopamin, hormon zodpovědný za vnitřní motivaci, který způsobuje šťastné pocity při dosažení cíle a zároveň může vyvolávat určitou závislost. Tento hormon působí přímo na vegetativní nervovou soustavu, při jeho zvýšené hladině jsou tedy znatelné fyziologické příznaky jako např. zrychlený srdeční tep nebo zvýšený krevní tlak. Kromě jeho přirozené výroby může být také ve velkém množství uvolňován drogami (hlavně amfetaminy), kvůli čemuž se pocit zamilovanosti často přirovnává k drogovému opojení.
  - noradrenalin, hormon umožňující tělu překonávat krátkodobou zátěž a zvýšenou aktivitu
  - serotonin, hormon podílející se na vzniku nálad. Jeho zvýšená hladina vyvolává šťastné pocity, zatímco při jeho nedostatku se projevuje podrážděnost a deprese. Zároveň ale také ovlivňuje příjem potravy a cyklus spánku a bdění, jeho zvýšená či naopak snížená hladina proto může způsobovat poruchy spánku a příjmu potravy.
3. Oddanost [ang. attachment] (věrnost) je na rozdíl od předchozích dvou fází dlouhodobá. Z evolučního hlediska je tato fáze důležitá pro výchovu potomků. V této fázi je obvyklá zvýšená hladina oxytocinu (tzv. hormonu lásky) a antidiuretického hormonu, které se v předchozích fázích příliš neprojevují.[27]

Italský badatel E. Emanuele se svými spolupracovníky se zabýval zvýšenou hladinou tzv. nervového růstového faktoru (NGF) v prvních několika měsících vztahu. Zjistili, že zhruba po jednom roce se hladina tohoto hormonu vrací do normálu.
Někteří badatelé považují pohlavní lásku za závislost.
| „ | Láska je závislost. Někteří dokonce tvrdí, že láska je závislostní „porucha“. [...] Má nad námi stejnou moc a používá stejné mozkové mechanismy jako návyková droga. Jediný rozdíl je kvalitativní: drogy mohou být silnější než lidská pouta. | “ |

## Kulturní a náboženské rozdíly

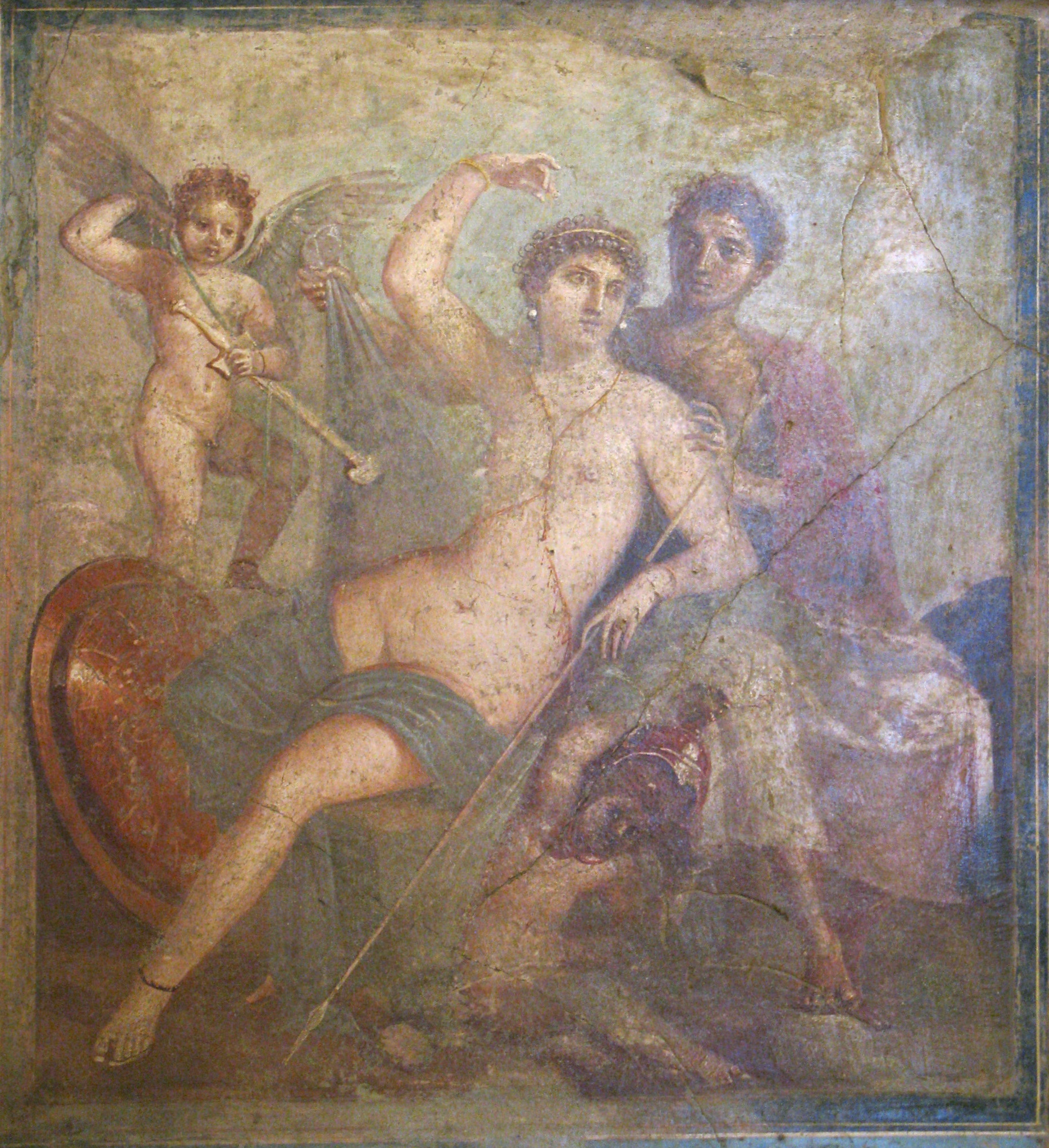
Řecká bohyně lásky Afrodita se svým milencem Aréem (freska z Pompejí, 1. stol.)

### Starověké Řecko
Starověká řecká kultura v jazyce i dílech filozofů používala toto obecné rozdělení lásky:
- Erós (žádostivost) – láska vášnivá, založená na tělesné a duševní přitažlivosti, používáno pro erotickou lásku bez ohledu na pohlaví
- Storgé (starostlivost) – něžný vztah založený na dlouhodobé oddanosti, používáno hlavně pro mateřskou lásku
- Mániá (mánie, posedlost) – láska šílená, žárlivá, vlastnická, se závislostí na partnerovi
- Agapé (laskavost, oddanost) – pečující vztah, sladění vzájemných potřeb, v novodobém kontextu „pravá láska“
- Fíliá (filie, náklonnost) – láska přátelská

Platón ve svém díle Symposion definoval lásku jako sílu duše, snažící se o filozofické poznání.

Dále také rozděloval mezilidskou lásku na lásku „nebeskou“, kde se kladl důraz na krásu charakteru a inteligenci partnera (nikoliv na fyzickou krásu), a na lásku „nízkou“, kde šlo pouze o tělesné uspokojení. Nebeská láska přitom mohla podle Platóna existovat pouze mezi muži.

### Starověký Řím (latinsky mluvící svět)
Latina má pro lásku dvě slova: amor (láska milenecká, toužící, včetně sexuální) a caritas (láska mateřská, pečující). Základní sloveso pro lásku je amāre, které bylo používáno jak pro mezilidskou, tak pro neosobní lásku. Z něj odvozené podstatné jméno je amor, které se v množném čísle používalo pro označení sexuálních styků. Odvozené názvy pro partnery jsou amans (milenec) a amica (milenka). Slovo amica se v té době používalo i pro označení prostitutky. Ze stejného kořenu se ale odvozují i slova amicus (přítel) a amicitia (přátelství). V dobovém kontextu byla ovšem slovem amicitia myšlena spíše zavázanost nebo ovlivněnost. Marcus Tullius Cicero se tímto tématem zabývá do hloubky ve svém traktátu O Přátelství.
Další římský básník, Ovidius, sepsal obsáhlé dílo Umění milovat, ve kterém se podrobně zaobírá všemi aspekty lásky a zároveň poskytuje o lásce užitečné rady.

### Západní náboženství
Křesťanství a židovství mají díky podobným základům i podobné náhledy na lásku. Obě náboženství rozlišují mezilidskou lásku a lásku mezi Bohem a člověkem, přičemž považují oba typy za nejdůležitější podstatu své náboženské víry. V obou náboženstvích se vyskytují přikázání ohledně obou druhů lásky, jako např. „miluj bližního svého“ (Leviticus 19:18), nebo „Budeš milovat Hospodina, svého Boha, celým svým srdcem a celou svou duší a celou svou silou.“ (Deuteronomium 6:5).
Ve starém zákoně (tóře) se vyskytuje více náhledů na Boží lásku, které se vždy neshodují.
Pravděpodobně nejstarší a nejznámější "definice" lásky v křesťanství se nachází v Novém zákoně v jedné z epištol sv. Pavla Sv. Tomáš Akvinský, popsal lásku jako „vůli konat dobro vůči ostatním“ nebo „touhu po úspěchu druhých“.
Nejčastěji citovaná židovská definice lásky pochází od novodobého rabína Eliyahu Eliezer Desslera, který ji popisuje jako „dávání bez očekávání zisku“.
Některé křesťanské zdroje také přímo prohlašují, že „Bůh je láska“. Tato teze se v židovské víře nevyskytuje.
Ve svatých textech islámské víry se žádné ukazatele na to, že „Bůh je láska“, nevyskytují. Podobně jako křesťanství a židovství, i islám rozlišuje mezilidskou lásku a lásku mezi Bohem a člověkem, tu ale rozděluje ještě na dva další druhy. Tzv. rafah nebo rahmah je Boží láska zahrnující všechny živé bytosti bez rozdílu, zatímco hub nebo wudda jsou názvy pro lásku Boha pouze k věřícím, kteří dodržují všechna přikázání. Podle koránu tedy Alláh miluje všechny lidi bez rozdílu, zároveň si ale lidé musí vysloužit jeho náklonnost svou poslušností.

### Východní náboženství
Buddhismus, podobně jako starověké Řecko, rozlišuje několik druhů lásky.
- Káma je smyslná, sexuální mezilidská láska. Zároveň je ale překážkou na cestě k probuzení, protože je egoistická.
- Karuná je soucit se všemi bytostmi bez rozdílu; snižuje utrpení druhých. Doplňuje se s moudrostí a je nezbytná na cestě k osvícení.
- Mettá je „dobrotivá“ láska. Podobně jako starořecká agapé spočívá v osvobození od svých tužeb a nezištném pomáhání ostatním. Je to velmi pokročilý bod na cestě za probuzením, protože vyžaduje velké sebeuvědomění.
- Upekšá je klidná mysl - někdy také označovaná jako bdělé soustředění.

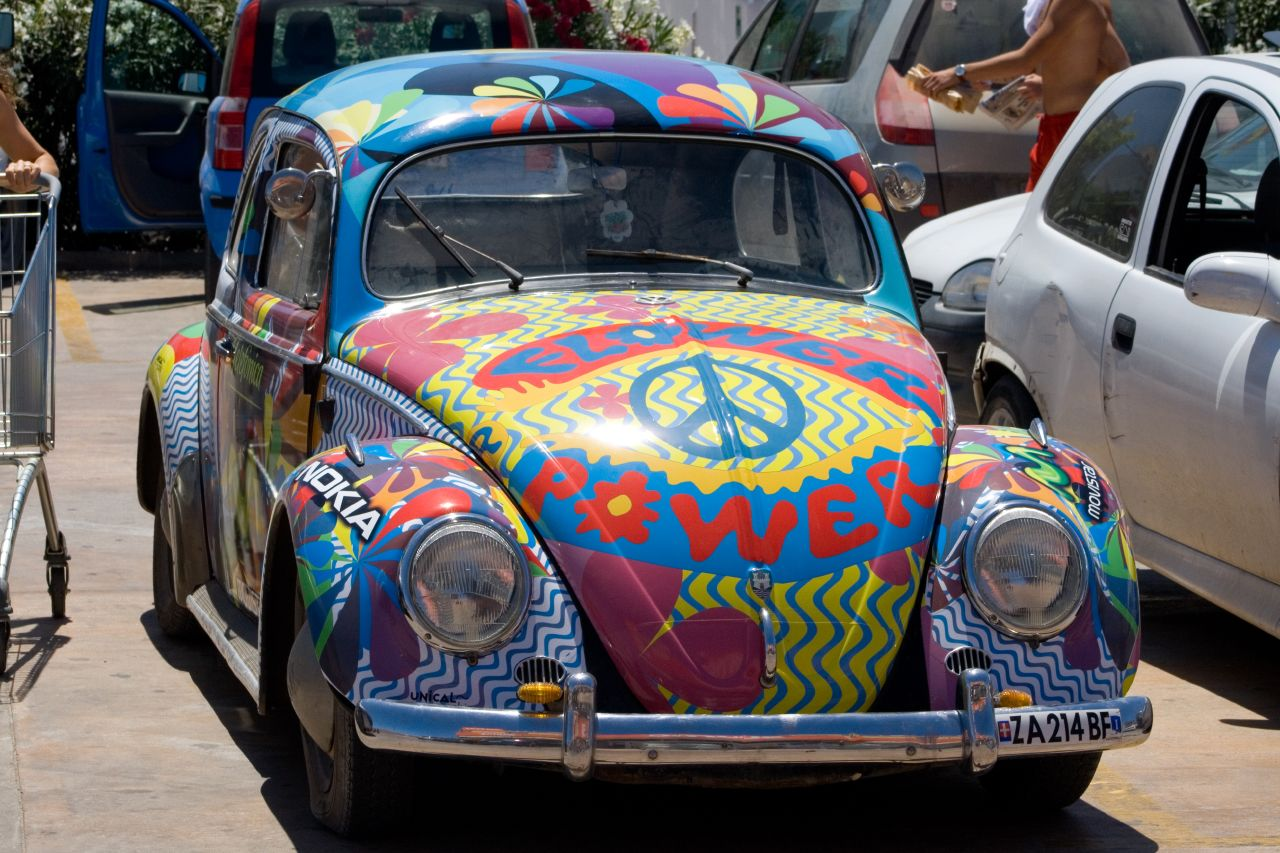
Volkswagen Brouk pomalovaný členy hnutí Hippies

Cílem buddhistů je osvobodit se od utrpení (tzn. dosáhnout probuzení vymaněním se za samsáry).
Hinduismus používá stejné rozdělení jako buddhismus, ale ještě navíc rozlišuje tzv. prema, povznesenou láska a bhakti, lásku k bohu.

### Hnutí Hippies
Hnutí Hippies, které působilo ponejvíce v 60. letech minulého století na území USA, praktikovalo ideologii tzv. „volné lásky“. Ta spočívala ve vyjadřování lásky ke všem lidem bez rozdílu a v názoru, že sex se žádným způsobem neodlišuje od ostatních věcí, které spolu lidé mohou činit. Toto kulturní hnutí tedy nemělo prakticky žádná tabu a provozování nezávazného sexu bylo zcela běžnou záležitostí.